# 馬爾曼 (科羅拉多州)
馬爾曼（英語：Marlman）是位於美國科羅拉多州本特縣和奧特羅縣交界处的一個非建制地區。該地的面積和人口皆未知。

## 地理
馬爾曼的座標為38°13′12″N 103°32′12″W / 38.22000°N 103.53667°W，而該地的平均海拔高度為2048米（即6779英尺）。